# 粿汁

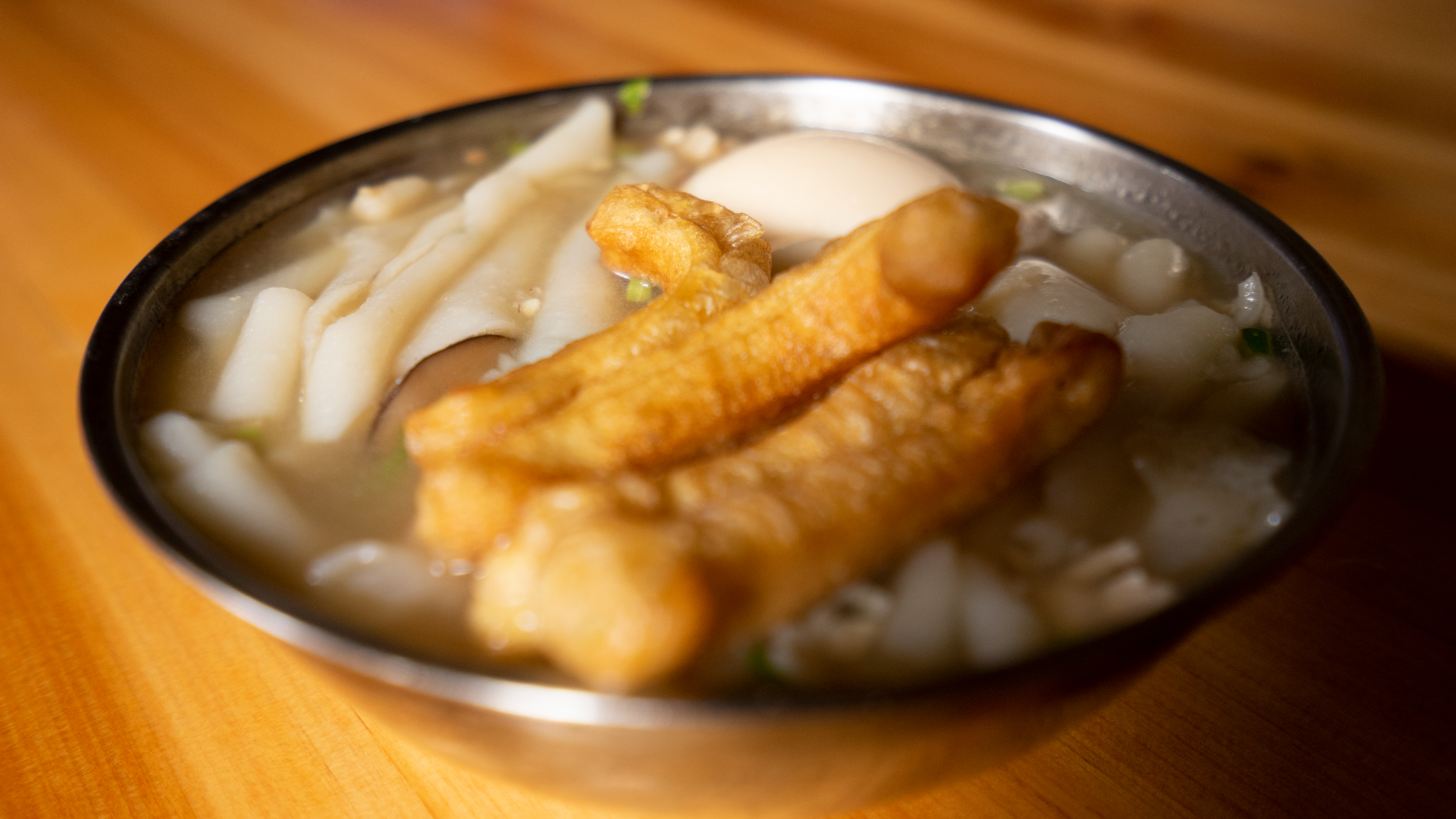
普宁洪阳粿汁

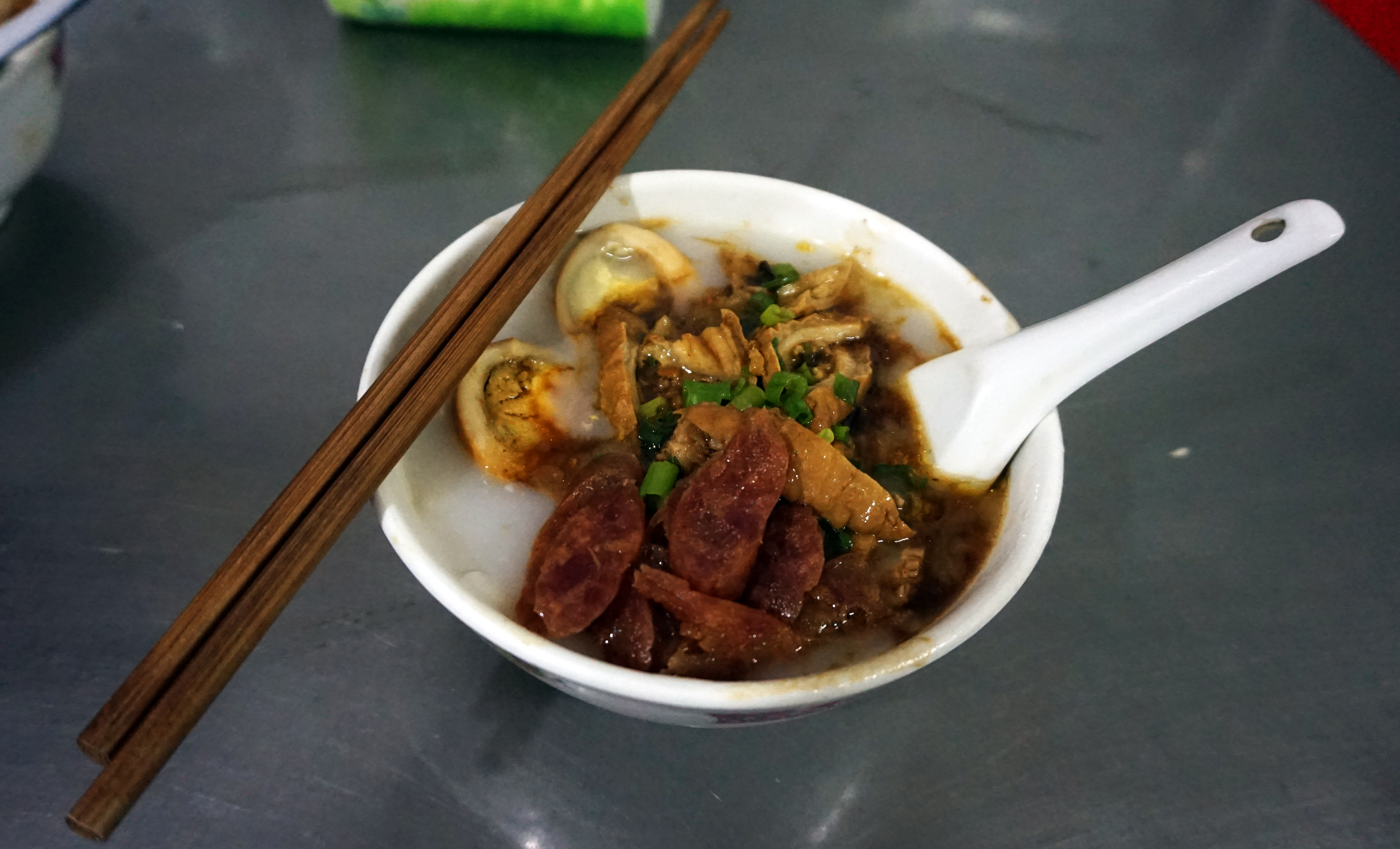
汕頭粿汁

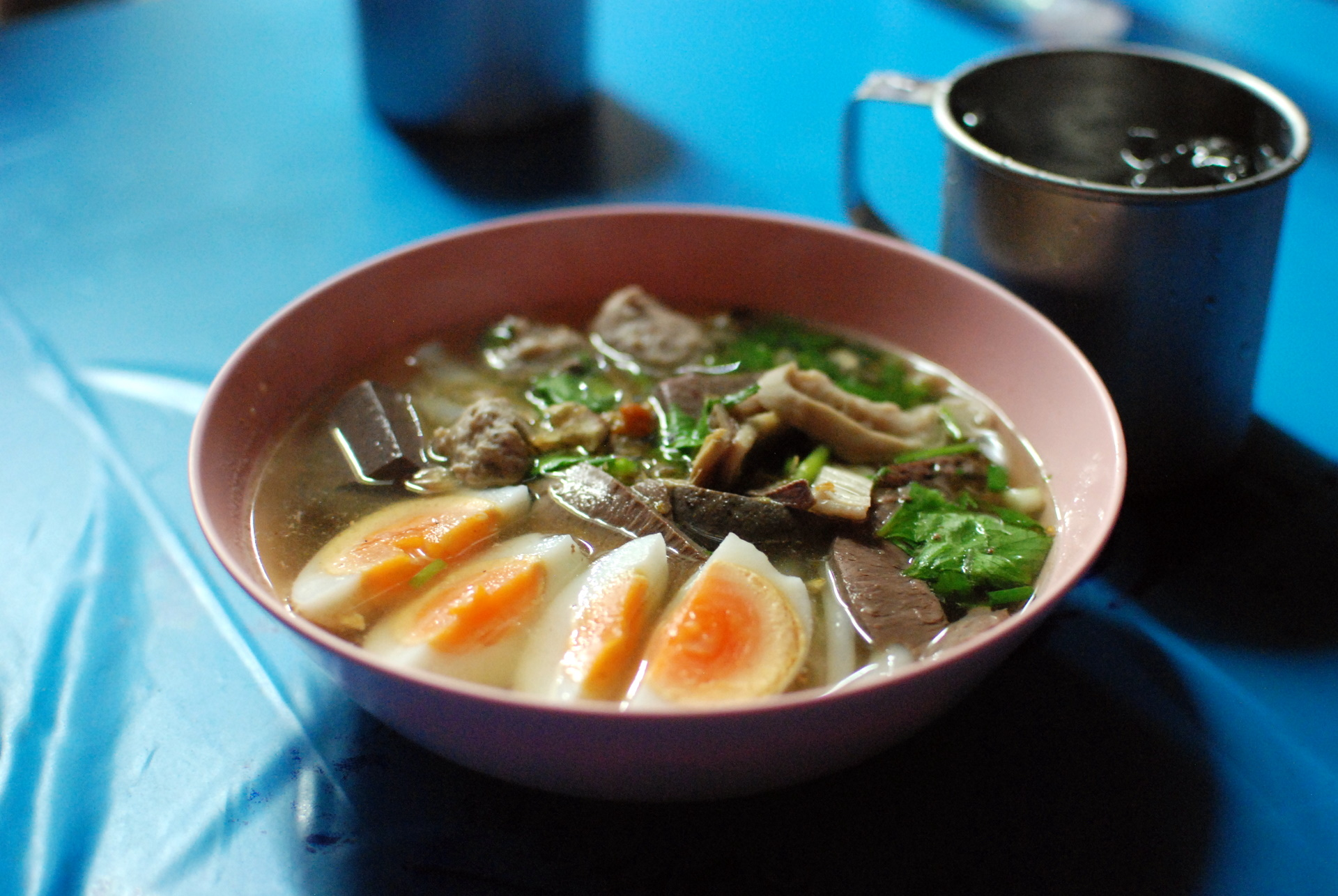
泰國粿汁

粿汁（白話字：kóe-chiap，羅馬化：Kwycạ́b）是潮汕地区小食。在潮州凡是用米粞、米浆、薯粉等经过加工制成的食品，统称“粿”，粿汁不同于粿条，其口感比粿条更具弹性。
粿汁亦流行於東南亞的潮州人社群，在馬來西亞、新加坡、泰國等地是受歡迎的風味小食。

## 制作工艺
将糯米浸洗后磨成米粉浆，蒸制成粿汁皮，晾凉并切成三角形小块。加水煮开，配卤肉、卤蛋、豆干加以食用 。

## 外部連結
- 《粿汁》广东省人民政府 （页面存档备份，存于）